# Ralf Krämer (Bildhauer)

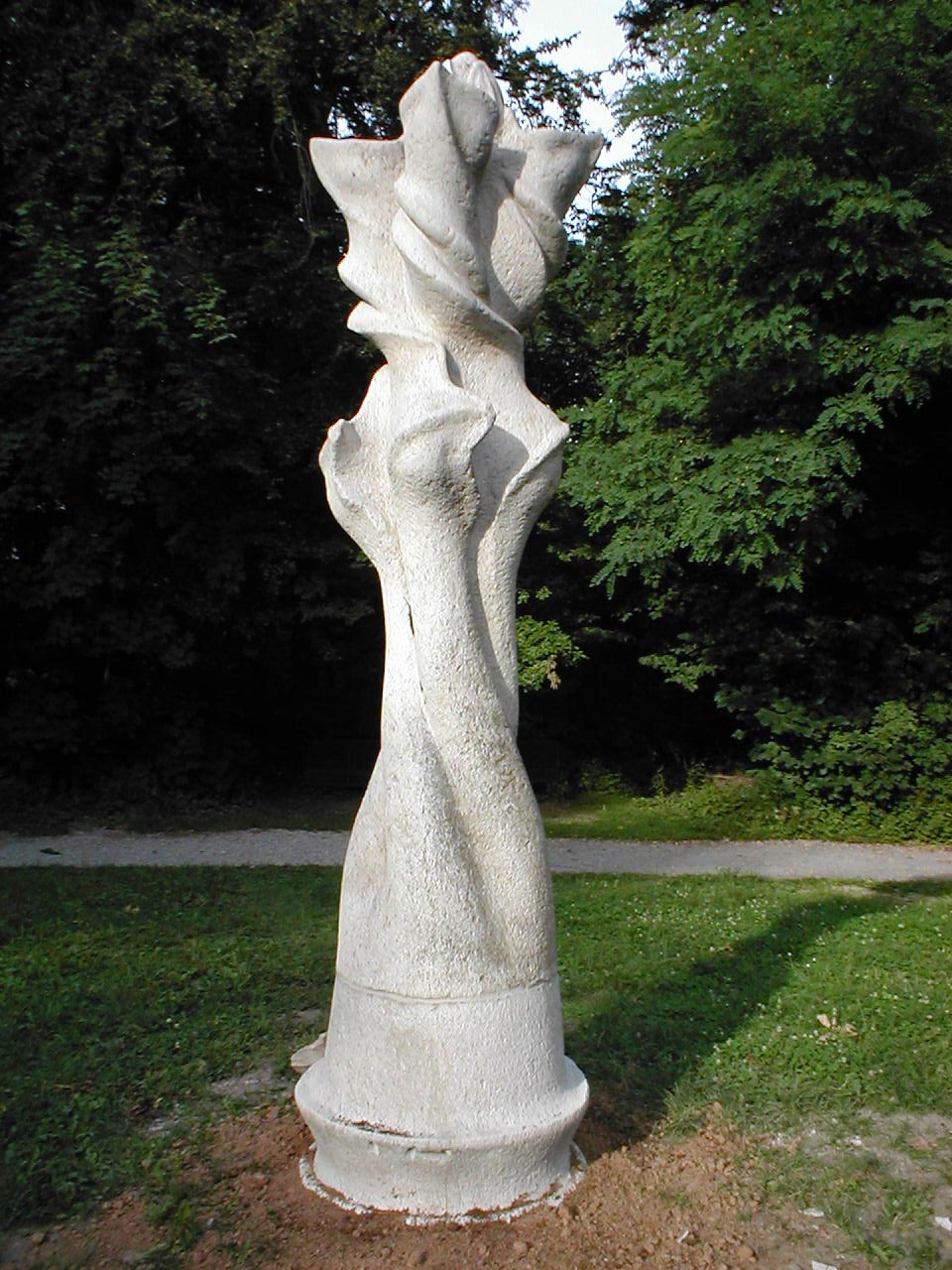
Skulptur „Stein 2000“ in Heilbronn

Ralf Krämer (* 1964 in Düsseldorf) ist ein deutscher Bildhauer, Maler und Zeichner. Seine bevorzugten Materialien sind Stein, Holz, sowie diverse Gusstechniken, wie bspw. Bronzeguss. Zudem war er als freier Unternehmer tätig.

## Leben und Tätigkeit
1980 begann Krämer, sich intensiv mit Grafik und Malerei zu beschäftigen. Vier Jahre später, im Jahr 1984 fand eine erste Gemeinschaftsausstellung in Solingen/NRW statt. Von 1987 bis 1990 ließ sich Krämer zum Steinmetz und Steinbildhauer ausbilden. In dieser Zeit schuf er viele Skulpturen und Reliefs vornehmlich aus Stein, so u. a. für das Jugendzentrum Hammerschlag in Schorndorf. Es folgten Ausstellungen u. a. im Zisterzienserkloster Jerichow und in Fellbach. Seit 1999 ist er Dozent an der Jugendkunstschule Heilbronn. Im Jahr 2000 folgt eine Weiterbildung zum Steinmetz- und Steinbildhauer-Meister an der Steinmetzmeisterschule Aschaffenburg unter dem Bildhauer Georg Hüter. Eine Skulptur aus Kalkstein in Form einer abstrahierten Blüte wurde Stein 2000 der Stadt Heilbronn. Seit 2000 Ausstellungen in Nordheim, Neipperg, Brackenheim, Radolfzell, Heilbronn, u. a., sowie Teilnahme am Sommerfest des Botanischen Obstgartens ebenda.